# Ерофеева, Тамара Ивановна
Тама́ра Ива́новна Ерофе́ева (род. 29 июля 1937 года, Пермь) — советский и российский лингвист, доктор филологических наук, декан филологического факультета Пермского государственного университета (1982—1998), заведующий кафедрой общего и славянского языкознания (1996—2012), лидер научного направления «Социолингвистическое изучение городской речи», руководитель школы социопсихолингвистики при кафедре общего и славянского языкознания ПГНИУ, заслуженный работник высшей школы Российской Федерации.

## Биография
Родилась в семье служащих. Мать, филолог по образованию, имеет звание «Заслуженный учитель школы РСФСР», и знак «Отличник народного просвещения».
В 1954 году окончила школу с серебряной медалью, уже тогда показав интерес к филологии и лингвистике. В 1959 году окончила историко-филологический факультет Пермского государственного университета. В 1962 году поступила работать в Пермский университет лаборантом кафедры романо-германских языков, а затем — кафедры русского языка и общего языкознания филологического факультета.
В 1971 году окончила аспирантуру Ленинградского университета, защитив там кандидатскую диссертацию по актуальной для того времени и пионерской по исполнению теме «Локальная окрашенность разговорной речи лиц, владеющих литературным языком: анализ записей речи пермской интеллигенции» (1972). После защиты вернулась в Пермский университет.
С марта 1982 по 1998 год — декан филологического факультета ПГУ. В 1995 году получила учёную степень доктора филологических наук, защитив в СПбГУ диссертацию «Социолект: стратификационное исследование». C 1996 по 2012 годы заведовала кафедрой общего и славянского языкознания Пермского университета, в настоящее время — профессор кафедры теоретического и прикладного языкознания.

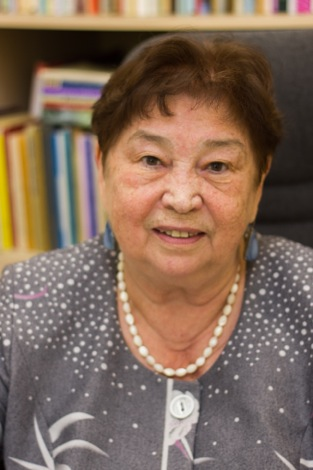
Т. И. Ерофеева (2014)

Т. И. Ерофеева плодотворно сотрудничает с зарубежными коллективами (Чехия, Куба, Финляндия, Словения, Германия), выступает с докладами на международных конференциях, симпозиумах, съездах (Польша, Венгрия, Франция), является участником международных научных программ и конференций по проблемам лингвистики, активно занимается пропагандой российской науки за рубежом. Преподавала русский язык за границей: в Чехословакии (1973), на Кубе (1979), в Финляндии (1985).
Дочь — лингвист Е. В. Ерофеева (род. 1965), заведующая кафедрой теоретического и прикладного языкознания ПГНИУ.

## Роль в развитии филологического факультета ПГУ
В годы руководства филологическим факультетом Т. И. Ерофеевой было закончено формирование трёх кафедр зарубежной филологии (романской, немецкой и английской), благодаря чему романо-германское отделение стало работать в полную силу.
Увеличилось количество кандидатов и докторов наук (среди них: сама Т. И. Ерофеева, Р. В. Комина, Б. В. Кондаков, В. А. Мишланов, Е. Н. Полякова, Б. М. Проскурнин, и др.): факультет стал кузницей кадров, удовлетворяя собственные потребности в профессорско-преподавательском составе. Возрос уровень научной работы: по этому показателю факультет выходил на второе место среди филологических факультетов страны. Возросло количество студентов, обучающихся как на очном, так и на заочном отделении: филфак стал вторым по численности студентов и преподавателей факультетом университета.
При Т. И. Ерофеевой была создана благоприятная атмосфера работы: факультет становился дружным и сплочённым коллективом, уверенно двигавшимся к общей цели.

## Научная и административно-организационная деятельность
- председатель диссертационного совета Д 212.189.11 по защите докторских диссертаций при Пермском государственном университете, специальности 10.01.01 — Русская литература: 10.02.01 — Русский язык, 10.02.19 — Теория языка[6];
- член Ученого совета университета (1982—1998); научно-технического совета университета;
- член международного редакционного совета научного журнала (ВАК) «Вестник Пермского университета. Российская и зарубежная филология»[7].
- член научно-методического совета по русскому языку РФ (по педагогическому образованию);
- член редколлегии словаря говора д. Акчим Пермского края;
- заместитель главного редактора научного сборника «Живое слово в русской речи Прикамья»;
- член редколлегии научного сборника «Литературный язык и народная речь»;
- член редколлегии научного сборника Ирана «Исследовательский журнал русского языка и литературы»;[8]
- член экспертного совета по новым научным и учебно-методическим технологиям для средней школы.
- руководитель научного направления «Социолингвистическое изучение городской речи»[1].
- глава школы социопсихолингвистики[9] при кафедре теоретического и прикладного языкознания ПГНИУ[3].

Научные работы посвящены социопсихологической реализации языка, городской разговорной речи, вариативности речи города и деревни в социокультурном аспекте. Исследованиями её и её учеников утвержден метод анализа речевой деятельности — дисперсионный анализ силы влияний что обеспечило важную для науки объективность критериев оценки факторов, определяющих речевое поведение. Применение названного методе на широком языковом материале привело к открытию теоретического порядка — созданию и обоснованию теории социолекта. Созданный и руководимый ей Центр социолингвистических исследований известен в России и за рубежом, являясь школой для аспирантов и соискателей.
Среди тех, кто считает себя учениками Тамары Ивановны — многие действующие преподаватели Пермского университета и других вузов Перми: Н. В. Хорошева, И. Н. Щукина, А. А. Зубарева, А. С. Черноусова, Е. Ю. Верхолетова, М. В. Гаранович, Е. С. Литвинова, А. Ф. Корлякова и др. У её учеников — разные судьбы и профессии. Среди них есть бизнес-тренеры, госслужащие, консультанты, директора и помощники директоров, редакторы.

## Награды
- Почётная грамота Министерства высшего образования за работу на Кубе, 1979 год.
- Почётная грамота Госкомвуза России, 1996 год.
- Почётная грамота Пермской области за большой вклад в развитие науки на Западном Урале, 1997 год.
- Нагрудный знак «Почётный работник высшего профессионального образования Российской Федерации», 2002 год.
- Звание «Заслуженный работник высшей школы Российской Федерации», 2003 год.
- Почётная грамота Пермского государственного национального университета, 2012 год.
- Лауреат конкурса Пермского государственного национального университета в области филологических наук за лучшую научно-исследовательскую работу, 2013 год.
- Звание «Заслуженный профессор Пермского университета», 2013 год.

## Основные работы
Научные статьи — более 270, монографии — 5, учебные пособия — 8. Полный список работ Т. И. Ерофеевой см.
- Ерофеева Т. И. Локальная окрашенность литературной разговорной речи. Пермь, 1979. 91 с.
- Ерофеева Т. И. Опыт исследования речи горожан: территориальный, социальный и психологический аспекты. Свердловск, 1991. 135 с.
- Ерофеева Т. И., Скитова Ф. Л. Локализмы в литературной речи горожан. Пермь, 1992. 92 с.
- Ерофеева Т. И. Стратификационное описание речи горожанина в параметрах социобиопсихологических характеристик // Проблемы современного теоретического и синхронно-описательного языкознания: Семантика и коммуникация / отв. ред. Л. В. Сахарный. СПб.: Изд-во СПбГУ, 1996. Вып. 4. С. 190—199.
- Ерофеева Т. И. Малая социальная группа как объект лингвистического исследования // Русский язык сегодня / отв. ред. Л. П. Крысин; ИРЯ РАН. Вып. 2: Актуальные языковые процессы конца XX века. М.: Азбуковник, 2003. С. 443—454.
- Ерофеева Т. И. Современная городская речь: монография. Пермь, 2004. 316 с.
- Ерофеева Т. И. Идиолект и социолект как объекты социальной диалектологии // Теоретические проблемы языкознания: сб. статей к 140-летию каф. общего языкознания филол. ф-та СПбГУ. СПб., 2004. С. 131—137.
- Ерофеева Т. И. Стратификационное описание городского языкового пространства // …Слово отзовётся: памяти А. С. Штерн и Л. В. Сахарного / Перм. гос. ун-т. Пермь, 2006. C. 226—231.
- Ерофеева Т. И. Социолект: стратификационное исследование: монография / Перм. гос. ун-т. Пермь, 2009. 240 с.
- Ерофеева Т. И. Штрихи речевого портрета Прикамья: учебное пособие / Перм. гос. ун-т. Пермь, 2010. 192 с.
- Ерофеева Т. И., Ерофеева Е. В. Социальная диалектология в Пермском университете (краткий обзор, 1916—2016) Архивная копия от 22 октября 2016 на Wayback Machine // Вестник Пермского университета. Российская и зарубежная филология. 2016. Выпуск 3(35). С. 112—121.